# Jozef Schils
Jozef Schils, ook wel Jos, Jef of Josef (Kersbeek-Miskom, 4 september 1931 - Luik, 3 maart 2007) was een Belgisch wielrenner. Hij was prof van 1951 tot 1965 en won in totaal 108 wedstrijden, waaronder Parijs-Tours, Nokere Koerse, twee keer Dr. Tistaertprijs Zottegem en de GP van Isbergues. Zijn zoon Patrick Schils was profwielrenner van 1979 tot 1982, op zijn beurt de vader van renner Dominic Schils.

## Belangrijkste overwinningen
1951
- 1e , 3e , 8e etappe Ronde van België

1952
- Belgisch kampioen
- 3e etappe deel A Ronde van Romandië

1953
- Parijs-Tours
- Nationale Sluitingsprijs
- Flèche Hesbignonne-Cras Avernas

1955
- GP Stad Vilvoorde

1956
- Schaal Sels

1957
- Omloop der Vlaamse Gewesten

1958
- 1e, 3e, 7e etappe Ronde van Valencia
- 5e etappe Ronde van Nederland

1959
- 1e en 5e etappe Ronde van Valencia

1960
- 2e etappe Ronde van België
- 4e etappe deel B Ronde van België
- Dr. Tistaertprijs Zottegem
- Flèche Hesbignonne-Cras Avernas

1962
- Dr. Tistaertprijs Zottegem

## Resultaten in voornaamste wedstrijden
| Jaar | Ronde van Italië | Ronde van Frankrijk | Ronde van Spanje |
| ---- | ---------------- | ------------------- | ---------------- |
| 1951 |                  |                     |                  |
| 1952 | opgave           |                     |                  |
| 1953 |                  |                     |                  |
| 1954 |                  |                     |                  |
| 1955 | opgave           |                     |                  |
| 1956 |                  |                     |                  |
| 1957 |                  |                     |                  |
| 1958 |                  |                     |                  |
| 1959 | opgave           |                     |                  |
| 1960 |                  |                     |                  |
| 1961 |                  |                     |                  |
| 1962 |                  |                     |                  |

| Jaar | Milaan-San Remo | Ronde van Vlaanderen | Parijs-Roubaix | Luik-Bast.‑Luik | Ronde van Lombardije | Parijs-Tours | Gent-Wevelgem |  | WK op de weg |
| ---- | --------------- | -------------------- | -------------- | --------------- | -------------------- | ------------ | ------------- |  | ------------ |
| 1951 |                 |                      |                |                 | 13e                  | 16e          |               |  |              |
| 1952 | 37e             |                      | 59e            |                 |                      | 13e          |               |  | 20e          |
| 1953 |                 |                      |                |                 | 12e                  | Goud         |               |  |              |
| 1954 | 73e             | 12e                  |                |                 | 22e                  | 31e          | 11e           |  |              |
| 1955 |                 | 25e                  |                | 8e              |                      | 8e           | 17e           |  |              |
| 1956 |                 |                      |                |                 | 29e                  | 17e          | 16e           |  |              |
| 1957 | 74e             | 21e                  | 42e            |                 |                      | 49e          | 9e            |  |              |
| 1958 | 101e            |                      | 24e            |                 | 4e                   |              |               |  |              |
| 1959 | 11e             |                      |                |                 |                      |              | 43e           |  |              |
| 1960 | 88e             | 17e                  |                |                 |                      |              | 18e           |  |              |
| 1961 |                 |                      | 26e            |                 |                      | 66e          |               |  |              |
| 1962 |                 |                      |                |                 |                      |              | 80e           |  |              |